# Антоні Ле Таллек
Антоні́ Ле Талле́к (фр. Anthony Le Tallec, нар. 3 жовтня 1984, Еннбон) — колишній французький футболіст, що грав на позиції нападника.
Виступав, зокрема, за клуби «Ліверпуль» та «Осер», а також молодіжну збірну Франції.

## Клубна кар'єра
Народився 3 жовтня 1984 року в місті Еннбон. Вихованець футбольної школи клубу «Гавр». Розпочав свою кар'єру в «Гаврі» разом зі своїм кузеном Флораном Сінама-Понголєм. Вони обидва грали за юнацьку збірну Франції, спочатку блискуче виступили на чемпіонаті Європи серед юніорів 2001 року, завоювавши срібло, а незабаром здобули перемогу в чемпіонаті світу того ж року. На останньому з цих турнірів Антоні виграв «Срібний м'яч», а «Золотий м'яч» дістався його кузену.
Антоні і Флоран були підписані англійським «Ліверпулем» влітку 2003 року. Проте вже всього через рік після його появи в «Ліверпулі» у команди змінився наставник — пост замість його співвітчизника Жерара Ульє зайняв іспанець Рафаель Бенітес, який тільки що виграв із «Валенсією» Кубок УЄФА. Антоні вирішив, що при новому тренері він не зможе пробитися в основний склад, і попросив Бенітеса відправити його в оренду. З 2004 року знаходився в річній оренді в «Сент-Етьєні», після чого також на правах оренди перебрався до Англії. У сезоні 2005/06 він став найкращим бомбардиром «Сандерленду», забивши 5 м'ячів. Його клуб вже до грудня був впевненим аутсайдером чемпіонату і за підсумками сезону закономірно покинув Прем'єр-Лігу. «Сандерленд» не став робити спроб утримати французького форварда в своєму складі, і в серпні 2006 року він вирушив з «Ліверпуля» в оренду в «Сошо», з яким Антоні зміг виграти Кубок Франції. Фінальний матч виявився примітний тим, що в ньому один проти одного зіграли два футболісти, права на кожного з яких належали «Ліверпулю» — у «Сошо» таким гравцем був Ле Таллек, а з боку «Марселя» — Джібріль Сіссе. Хоча Сіссе забив два голи у цій зустрічі, а Ле Таллек лише один, основний час матчу завершився внічию, а по пенальті сильнішим виявився клуб Ле Таллека.
Влітку 2007 року з'являлася інформація про те, що Ле Таллек може перейти в шотландський «Гарт оф Мідлотіан», однак в результаті він знову вирушив в оренду, на цей раз в «Ле-Ман». В кінці червня 2008 року «Ле-Ман» оформив постійний контракт з футболістом, який підписав угоду терміном на чотири роки. 2 липня цю інформацію підтвердив і офіційний сайт «Ліверпуля».
Влітку 2010 року Ле Таллек підписав контракт з «Осером». Угода розрахована на чотири роки; сума трансферу склала три мільйони євро, також у «Ле-Ман» за умовами угоди перейде ганський захисник Наррі Мусса.
4 вересня 2012 року перейшов в «Валансьєн» за 500 тисяч євро.
19 липня 2015 року на правах вільного агента перейшов у афінський «Атромітос»...
3 липня 2017 року знову на правах вільного агента перейшов у румунську «Астру». Дебютним голом за нову команду відзначився вже 13 липня 2017 року в першому матчі проти азербайджанського клубу «Зіря» в рамках кваліфікації до Лізи Європи УЄФА, який закінчився з рахунком 3:1 на користь «Астри». Наразі встиг відіграти за команду з Джурджу 3 матчі в національному чемпіонаті.

## Виступи за збірні
2001 року дебютував у складі юнацької збірної Франції, взяв участь у 6 іграх на юнацькому рівні, відзначившись 3 забитими голами.
Протягом 2005—2008 років залучався до складу молодіжної збірної Франції. На молодіжному рівні зіграв у 34 офіційних матчах, забив 12 голів.

## Титули і досягнення
- Переможець Ліги чемпіонів УЄФА: 2004/05
- Володар Кубка Франції: 2006/07
- Чемпіон світу (U-17): 2001

## Особисте життя
У Антоні є молодший брат Дам'єн, який також став професійним футболістом.